# Internet key exchange
In telecomunicazioni l'Internet key exchange (IKE) in italiano scambio di chiavi su Internet è un protocollo usato non solo per lo scambio di chiavi (keys), ma anche per implementare una security association (SA) o associazione di sicurezza nella suite di protocolli IPSec.

## Descrizione
In generale si occupa:
- del formato del protocollo/i utilizzato/i;
- degli algoritmi di crittografia ed hashing utilizzati;
- delle chiavi.

IKE è un protocollo molto flessibile, può supportare anche l'autenticazione basata su "segreti" pre condivisi, detti "Master Keys".
Tuttavia è anche molto complesso, possiede molte opzioni, sotto protocolli alternativi, ecc.
IKE è nato come evoluzione/unione di diversi altri algoritmi, tra i quali i più importanti sono:
- ISAKMP (Internet Security Association and Key Management Protocol), esso fornisce un framework ed un generico protocollo  di negoziazione per stabilire delle SA e chiavi crittografate, ma non stabilisce alcun particolare meccanismo di autenticazione;
- Oakley, è una suite di protocolli per l'accordo delle chiavi, che permette a due entità di creare una chiave condivisa.

In generale possiamo dire che IKE combina le potenzialità dei pacchetti generati dal protocollo ISAKMP e lo scambio dati del protocollo Oakley, che si basano sul protocollo Diffie-Hellman.